# Nové Dvory (Staré Hobzí)
Nové Dvory (německy Neuhof, také Borowitz, řídce Wilden) jsou malá vesnice, část obce Staré Hobzí v okrese Jindřichův Hradec v Jihočeském kraji. Nachází se asi 2,5 kilometru severovýchodně od Starého Hobzí. Nejbližší železniční stanice Dačice. Pošta, zdravotní a matriční jsou v Dačicích, římskokatolická fara ve Starém Hobzí. Malá obec s českým obyvatelstvem. V roce 1850 měla 117 obyvatel. Katastr obce měl v roce 1900 výměru 198 hektarů.
Nové Dvory jsou také název katastrálního území o rozloze 1,98 km².

## Poloha
Obec leží v jižní části Brtnické vrchoviny, na plochém rozvodí mezi Moravskou Dyjí a Želetavkou. Nad zarovnaný povrch zde vystupuje několik nízkých vyvýšenin, nejvýše Kopaniny 571 metrů.

## Historie
Ves byla založena na pozemcích zaniklé vsi Borovice, patrně počátkem 18. století. První písemná zmínka o ní je v hobezské matrice k roku 1706, ale udává se také rok 1712. Přifařena byla do Starého Hobzí. Až do poloviny 18. století bylo pro ni užíváno střídavě názvu Borovice nebo Nové Dvory. Od roku 1751 jen Nové Dvory. V roce 1727 došlo k parcelací málo výnosného a od středu panství Budíškovice vzdáleného hospodářského dvora na místě vsi, který se rozhodla majitelka panství Marie Ludvika svobodná paní z Cantelma zrušit. Budovy dvora pronajala dvěma poddaným a současně dalším prodala pět chalup, které zde svým nákladem postavila. Pozemky byly rozparcelovány mezi 14 nových usedlíků. Poté ves sdílela osudy budíškovického panství až do roku 1849.
Podle vceňovacího operátu žilo v roce 1843 v Nových Dvorech 96 obyvatel, z toho 54 mužů a 42 žen v 21 domech a 26 domácnostech. Z nich se živilo 24 zemědělstvím a 2 živnostmi. Desátky byly odváděny panství Budíškovice a faře ve Starém Hobzí. Z Nových Dvorů se jezdilo na týdenní sobotní trhy do Dačic.
Ve druhé polovině 19. a v první polovině 20. století se většina obyvatelstva obce živila zemědělstvím. V roce 1900 byla výměra hospodářské půdy obce 195 hektarů. Živnosti roku 1911: obchodník s nádobím a 1 obchodník se smíšeným zbožím. Rok 1924: správa lesního revíru velkostatku Budíškovice Wallisů, živnosti: 1 hostinský, obchodníci, 1 stolař, 15 hospodařících rolníků.
Obec byla elektrifikována připojením na síť ZME Brno v roce 1947. JZD vzniklo roku 1957, v roce 1971 bylo sloučeno s JZD Staré Hobzí a Vnorovice do JZD Staré Hobzí a to roku 1975 do JZD Dyje Staré Hobzí. Nyní převládající zaměstnání: zemědělství. Po roce 1945 byl postaven kravín JZD.

## Obyvatelstvo
| Rok            | 1869 | 1880 | 1890 | 1900 | 1910 | 1921 | 1930 | 1950 | 1961 | 1970 | 1980 | 1991 | 2001 | 2011 | 2021 |
| -------------- | ---- | ---- | ---- | ---- | ---- | ---- | ---- | ---- | ---- | ---- | ---- | ---- | ---- | ---- | ---- |
| Počet obyvatel | 106  | 114  | 133  | 123  | 97   | 108  | 117  | 90   | 92   | 79   | 75   | 65   | 48   | 44   | 36   |
| Počet domů     | 22   | 22   | 23   | 23   | 23   | 23   | 23   | 22   | 20   | 20   | 21   | 21   | 21   | 21   | 21   |

## Obecní správa
Při sčítání lidu v letech 1850–1899 Nové Dvory byly osadou obce Vnorovice v okrese Dačice. V letech 1900–1974 byly samostatnou obcí, se kterým patřily nejprve do okresu Dačice, ale od roku 1960 v okrese Jindřichův Hradec. Od 1. července 1974 jsou částí obce Staré Hobzí v okrese Jindřichův Hradec.

### Správní začlenění obce od roku 1850
Do roku 1849 byly Nové Dvory součástí panství Budíškovice ve Znojemském kraji. V letech 1850 až 1855 byly podřízeny politické pravomoci Podkrajského úřadu v Dačicích a v rámci soudní správy okresnímu soudu tamtéž. Když byly v roce 1868 veřejná správa a soudnictví opět odděleny, vrátily se pod politickou pravomoc Okresního hejtmanství v Dačicích, od roku 1919 okresní správy politické a od roku 1928 okresního úřadu tamtéž, což trvalo až do roku 1945. Po osvobození v květnu 1945 náležely pod Okresní národní výbor v Dačicích a v jeho rámci od roku 1948 pod nově vzniklý Jihlavský kraj. Toto začlenění trvalo do poloviny roku 1960, kdy byly po územní reorganizaci Nové Dvory spolu s moravským Dačickem začleněny pod správní okres Jindřichův Hradec a Jihočeský kraj. To trvalo až do zrušení Okresního úřadu v Jindřichově Hradci koncem roku 2002. Od roku 2003 spadají pod pověřený Městský úřad v Dačicích v samosprávném Jihočeském kraji.

## Pamětihodnosti
- Na návsi kaple Navštívení Panny Marie a kaplička Svaté rodiny ze druhé poloviny 19. století.[5]